# Batueta
Genre
Batueta est un genre d'araignées aranéomorphes de la famille des Linyphiidae.

## Distribution
Les espèces de ce genre se rencontrent en Asie du Sud-Est et en Asie de l'Est.

## Liste des espèces
Selon World Spider Catalog (version 16.5, 30/07/2015) :
- Batueta baculum Tanasevitch, 2014
- Batueta cuspidata Zhao & Li, 2014
- Batueta similis Wunderlich & Song, 1995
- Batueta voluta Locket, 1982

## Publication originale
- Locket, 1982 : Some linyphiid spiders from western Malaysia. Bulletin British Arachnological Society, vol. 5, no 8, p. 361-384.